# Vermont Supreme Court

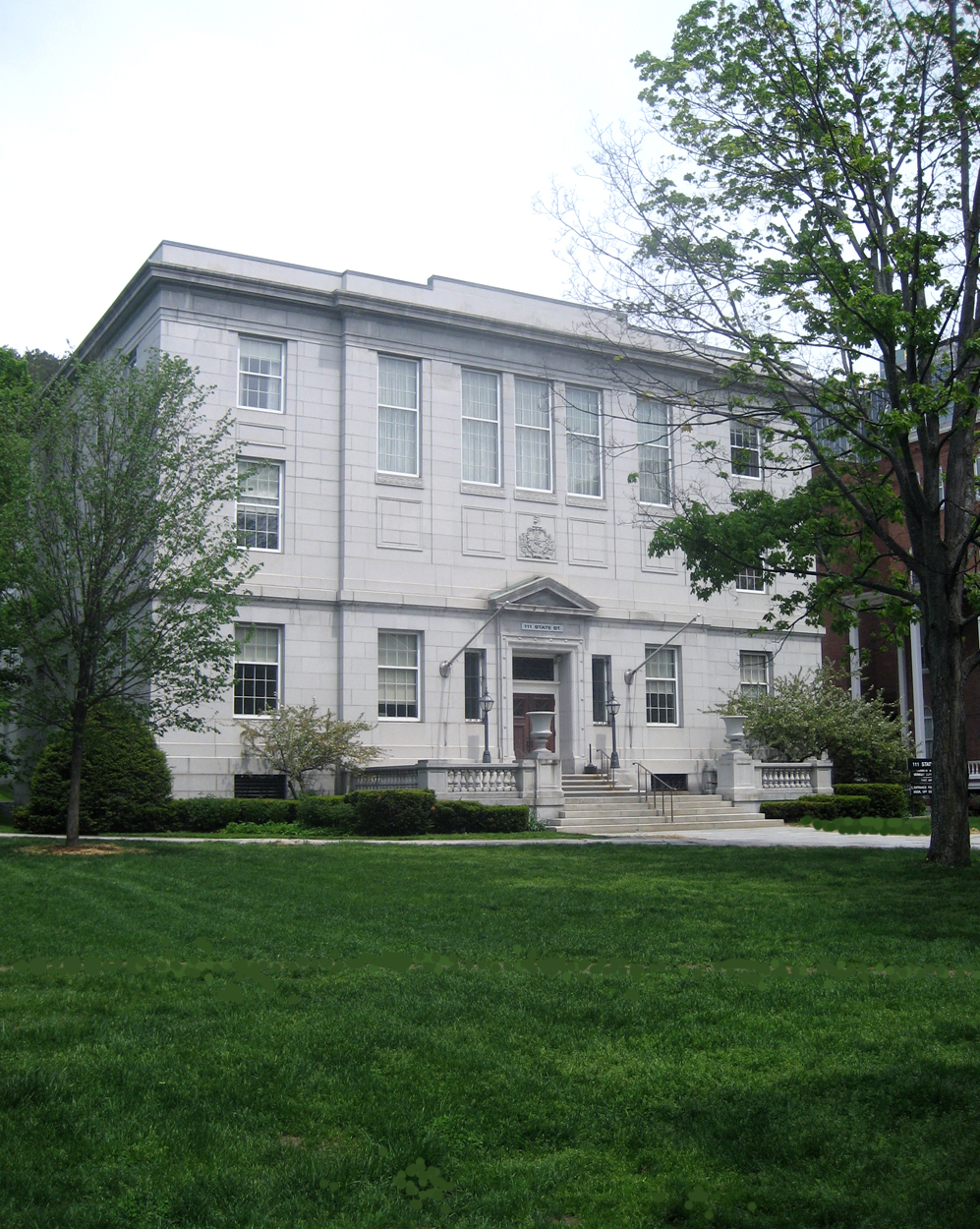
Gebäude des Obersten Gerichtshofs in Montpelier.

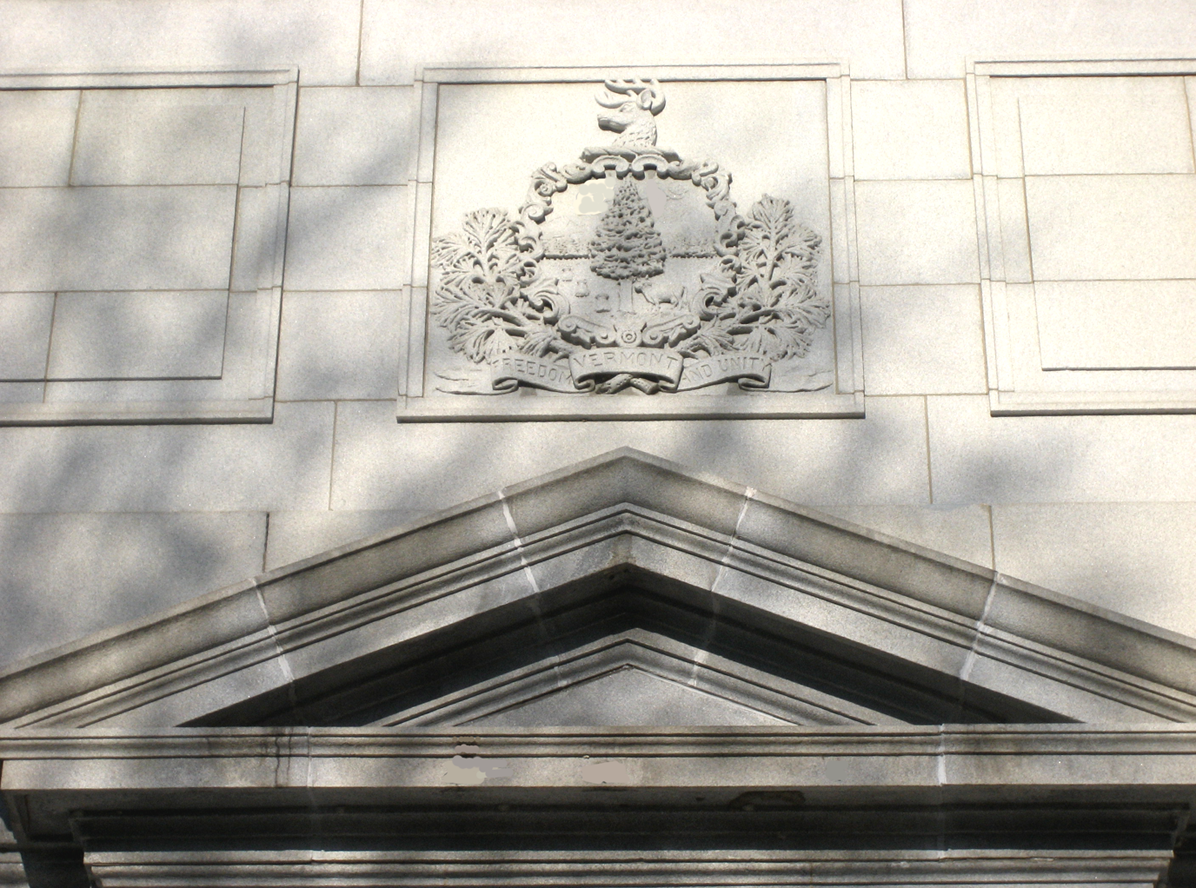
Wappen von Vermont oberhalb des Haupteingangs.

Der Oberste Gerichtshof von Vermont, gegründet im Jahr 1841, ist die höchste Instanz der Judikative des Bundesstaats von Vermont. Anders als die meisten anderen Bundesstaaten, entscheidet der Vermonter Oberste Gerichtshof über Beschwerden direkt nach den Gerichten der ersten Instanz. Vermont hat kein Zwischenberufungsgericht.
Der Gerichtshof besteht aus dem Obersten Richter und vier Beigeordneten Richtern. Dem Gericht werden meist Berufungen von Fällen, die von anderen Gerichten entschieden wurden, vorgetragen. Die Richter des Obersten Gerichtshofs werden vom Gouverneur von Vermont ernannt und erhalten ihre Bestätigung durch den Senat von Vermont. Ist eine Position frei, legt die Justiznominierungskommission dem Gouverneur Namen geeigneter Kandidaten vor. Alle Richter des Obersten Gerichtshofs stellen sich gleichzeitig alle sechs Jahre einer Wiederwahl. Der nächste Wahltermin ist der 31. März 2017. Der gemeinsame Ausschuss für Justizbelange, begutachtet die Leistung der Gerichtsbarkeit während der vorangegangenen Laufzeit und legt der Vermont General Assembly einen Vorschlag bzgl. der Wiederwahl vor. Der Ausschuss besteht aus vier Mitgliedern des Repräsentantenhauses von Vermont, die vom Sprecher des Repräsentantenhauses ernannt werden und vier Mitgliedern des Senats von Vermont, ernannt vom Ausschuss für die Ausschüsse. Nach einer offenen Debatte und Diskussionen, wählt die Versammlung in geheimer Abstimmung. Es muss eine Mehrheit gefunden werden, die sich gegen eine weitere Amtszeit ausspricht, ansonsten sind die Amtsträger wiedergewählt.
Zusätzlich zu dem Wiederwahlprozess kann jeder Vermonter Richter jederzeit auf eine von zwei Arten aus dem Amt entfernt werden. Richter können von einer Zweidrittelmehrheit der Generalversammlung angeklagt und von einer Zweidrittelmehrheit des Senats verurteilt werden, oder ein gerichtlicher Ausschuss untersucht Beschwerden über gerichtliches Fehlverhaltens oder Behinderung und empfiehlt alle notwendigen Maßnahmen an den Obersten Gerichtshof.
Die derzeit amtierende Oberste Richter ist Paul L. Reiber. Reiber wurde im Oktober 2003 zum Beigeordneten Richter von Gouverneur Jim Douglas ernannt und dann als Oberster Richter am 17. Dezember 2004 vereidigt. Beigeordnete Richter sind John Dooley ernannt im Jahr 1987 von Madeleine M. Kunin, Marilyn Skoglund ernannt im Jahr 1997 von Howard Dean, Brian Burgess ernannt im Jahr 2005 von Jim Douglas und Beth Robinson ernannt im Jahr 2011 von Peter Shumlin.
Der Oberste Gerichtshof von Vermont hat die administrative Kontrolle über das Gerichtssystem und erlässt Administrative- und Verfahrensregeln für alle Gerichte. Der Gerichtshof hat seinen Sitz in einem Gebäude der Beaux-Arts-Architektur in Montpelier, östlich des Vermont State House und unmittelbar westlich des Regierungsgebäudes des Gouverneurs.

## Geschichte
Der ursprüngliche Name des Gerichts war „Council of Censors“, welche die Aufsicht über das Gericht und seine Mitglieder hatten. Der Rat wurde 1870 abgeschafft.
Bekannte Oberste Richter waren unter anderen der Gouverneur und Senator des Senats der Vereinigten Staaten Moses Robinson, Senator Nathaniel Chipman, Gouverneur und Senator Isaac Tichenor, Gouverneur und Senator Jonathan Robinson, der Dramatiker Royall Tyler, Gouverneur Richard Skinner, Senator Dudley Chase, Gouverneur Cornelius P. Van Ness, Senator Samuel Prentiss, Gouverneur Charles K. Williams, Gouverneur Stephen Royce, Kongressabgeordneter Luke P. Poland, Kongressabgeordneter Homer Royce und Senator Jonathan Ross.
Olin M. Jeffords, Vater von Senator Jim Jeffords, arbeitete als Oberster Richter von 1955 bis 1958.